# أرماندو سانتوس
أرماندو سانتوس (بالإسبانية: Armando Santos)‏ مواليد 25 مايو 1988 في مدينة مكسيكو، هو ملاكم محترف مكسيكي يصنف ضمن فئة وزن الذبابة بدأ مسيرته الاحترافية سنة 2007 حيث انتصر في نزاله الأول.

## المسيرة الاحترافية
من نزالاته:
- خسر أمام جوهنريل كاسيميرو بالضربة الفنية القاضية (13-12-2014).
- انتصر على سيلفيو أولتينو (01-02-2014).
- خسر أمام كارلوس كوادراس (17-06-2011).
- خسر أمام توشيوكي إيغاراشي (06-11-2010).

## إحصائيات
خاض خلال مسيرته 20 نزالا، فاز في 14 وتعادل في 1 وخسر في 5. فاز بالضربة القاضية في 8 نزالات.

## روابط خارجية
- أرماندو سانتوس على موقع بوكس ريك (الإنجليزية) (registration required)